# SOS danger uranium
Pour plus de détails, voir Fiche technique et Distribution.
SOS danger uranium (A chi tocca, tocca…!) est un film d'espionnage ouest-germano-italo-israélien réalisé par Menahem Golan et Gianfranco Baldanello, sorti en 1978.

## Synopsis
Dan, jeune agent des services secrets israéliens, apprend les affaires d'un groupe de trafiquants d'armes dirigé par le mystérieux « Baron », qui semble être sur le point de vendre de l'uranium à un pays arabe pour fabriquer la bombe atomique. Avec l'aide d'Enzo, un Italien qui est attiré par la secrétaire du Baron, ils parviennent à retrouver la trace du gang et à se rendre à Amsterdam. Alors que les Israéliens poursuivent le bateau chargé d'uranium et s'apprêtent à le faire exploser, les hommes du baron réussissent à maîtriser Enzo et à le faire parler. Dan tente alors de sauver Enzo, qui a entre-temps été amené sur le bateau, bien que le projet de le faire exploser ne soit pas abandonné.

## Fiche technique
- Titre français : SOS danger uranium[1]
- Titre original italien : A chi tocca, tocca…![2],[3]
- Titre allemand : Agenten kennen keine Tränen[4]
- Titre hébreu : קשר האורניום, Kesher ha'uranium[5]
- Réalisateur : Menahem Golan, Gianfranco Baldanello
- Scénario : David Paulsen, Daniele Sangiorgi, Achille Grioni, August Rieger
- Photographie : Adam Greenberg, Antonio Modica
- Montage : Dov Henig, Enzo Monachesi
- Musique : Dov Seltzer (ro), Lallo Gori
- Décors et costumes : Enrico Tovaglieri
- Effets spéciaux : Enrico Tovaglieri, Antonio Corridori
- Production : Francesco Corti, Giuseppe Finocchiaro, Menahem Golan, Yoram Globus, Theo Maria Werner, Alexander Hacohen
- Sociétés de production : Dunamis Cinematografica, Regina Film, Barthonia Film, Golan-Globus Productions, Noah Films
- Pays de production :  Italie -  Allemagne de l'Ouest -  Israël
- Langues originales : italien, allemand
- Format : couleurs par Technicolor - 1,66:1 - Son mono - 35 mm
- Durée : 117 minutes
- Genre : film d'espionnage
- Dates de sortie :
  - Italie : 10 août 1978
  - Allemagne de l'Ouest : 27 avril 1979
  - France : 3 octobre 1979

## Distribution
- Fabio Testi : Enzo
- Janet Ågren : Helga
- Assi Dayan : Dan
- Siegfried Rauch : le Baron
- Oded Kotler : Meyer
- Gianni Rizzo : Capitaine Calila
- Herbert Fux : Ulrich
- Jay Koller : Baldy
- Rolf Eden : Kurt
- Asher Zarfati : Shalke
- Yehuda Efroni : Chef du Mossad
- Yoni Lucas : McBride
- Yoseph Virjanski : Officier
- Romano Puppo : Garde-bateau
- John Fonseca : Matelot
- Lorenzo Fineschi : deuxième officier
- Amnon Globus : homme en imperméable
- Ricky Shelach : Yoram
- Remo De Angelis : Matelot

## Production
Le film est sorti en deux versions différentes, l'une pour le marché international, pour laquelle le producteur Menahem Golan est crédité en tant que réalisateur, et l'autre pour le marché d'Europe occidentale, pour laquelle Baldanello est crédité. Il a été réalisé à partir d'un récit de Ben Porath, lui-même inspiré par le livre documentaire d'Ennio Jacchia sur l'opération Plumbat (de). L'acteur principal, Assi Dayan, est le fils de Moshe Dayan.